# Теорема Ирншоу
Теоре́ма И́рншоу — теорема об электростатическом поле, сформулирована английским физиком Ирншоу в 1842 году.
Является следствием теоремы Гаусса.
Теорема Ирншоу — чисто классическая (не квантовая) теорема и не имеет квантового аналога.

## Формулировка
Всякая равновесная конфигурация точечных зарядов неустойчива, если на них кроме кулоновских сил притяжения и отталкивания не действуют иные силы. 
- Подразумевается, что точечные заряды «непроницаемы», то есть не могут занимать совпадающее положение в пространстве (то есть подразумевается, что в этом случае прежде, чем точечные заряды займут такое положение, между ними начнут действовать силы некулоновской природы, например, силы упругости поверхностей — если рассматривать точечный заряд как предельный случай маленького тела конечных размеров[2]); иными словами, очевидные случаи равновесия с совпадающими по пространственному положению положительным и отрицательным зарядами по условию теоремы исключаются из рассмотрения. Это можно мотивировать альтернативным «непроницаемости» способом тем, что такие случаи тривиальны и поэтому не интересны, а также физически сомнительны (подразумевают бесконечную энергию взаимодействия зарядов при таком положении).
- В формулировку теоремы могут быть добавлены «внешние» электростатические поля (создаваемые закреплёнными источниками).
- Теорема сама по себе не утверждает, что равновесие вообще возможно. Однако нетрудно найти примеры, показывающие, что неустойчивые стационарные конфигурации точечных зарядов могут существовать. Под неустойчивостью здесь понимается, что любое малое отклонение от стационарной конфигурации приводит к нарастанию неустойчивости и распаду конфигурации системы.

## Доказательство
Существует два варианта доказательства, в рамках электростатики полностью эквивалентные и в принципе основанные на одной и той же физической (математической) идее, выраженной в несколько разных терминах.
Первый реализуется в терминах напряженности поля и основан на теореме Гаусса, второй же — в терминах потенциала и основан на уравнении Лапласа (или Пуассона).
Преимуществом первого способа является то, что он применим не только для случая потенциальных полей, то есть не требует того, чтобы напряжённость поля полностью выражалась через скалярный потенциал. В этом случае достаточно только того, чтобы оно подчинялось закону Гаусса.
Доказательство в терминах потенциала отличается несколько большей простотой и геометрической наглядностью.

### Доказательство в терминах напряженности поля
Рассмотрим положительный точечный заряд. Действующая на него сила направлена вдоль вектора электростатического поля. Для устойчивого равновесия в какой-либо точке пространства, необходимо, чтобы при (малом) отклонении от неё на него начинала действовать возвращающая сила. То есть в случае электростатики для того, чтобы существовала такая точка, необходимо, чтобы в малой окрестности этой точки вектор поля, создаваемого всеми остальными зарядами, был направлен к ней (в её сторону). То есть линии поля должны сходиться в такую точку, если она существует. Это значит (вследствие теоремы Гаусса), что в ней должен находиться ещё отрицательный заряд. Но такой вариант равновесия не удовлетворяет условию теоремы (например, если рассматривать точечные заряды как очень маленькие твёрдые шарики, то прежде чем достичь описанного положения равновесия, они столкнутся поверхностями, то есть в реальном равновесии будут присутствовать силы не электростатической природы, если же рассматривать их как математические точки, это решение будет содержать бесконечную энергию взаимодействия, что не является физически приемлемым, а если рассматривать это с несколько другой точки зрения — это выходит за рамки применимости классической электростатики).
С точки зрения теоремы Гаусса, возникновение возвращающей силы (со всех сторон направленной к некоторой точке) означает, что вектор напряжённости внешних сил создаёт отрицательный поток через малую поверхность, окружающую точку предполагаемого равновесия. Но теорема Гаусса утверждает, что поток внешних сил через поверхность равен нулю, если внутри этой поверхности нет заряда. Получаем противоречие.
В случае отрицательного заряда рассмотрение совершенно аналогично.

### Доказательство в терминах потенциала
Рассмотрим один из точечных зарядов в поле остальных и покажем, что он, если и находится в равновесии, то только в неустойчивом. (Будем называть этот заряд выделенным).
Предположим, что выделенный заряд находится в равновесии (противоположный случай не интересен).
Потенциал, создаваемый остальными зарядами в окрестности нашего выделенного, подчиняется уравнению Лапласа (если только какой-то из этих остальных зарядов не совпадает по положению с положением выделенного заряда, что исключено формулировкой теоремы), поскольку это электростатическое поле, а в данной области пространства отсутствуют его источники (другие заряды).
Уравнение Лапласа:
{\displaystyle {\frac {\partial ^{2}\phi }{\partial x^{2}}}+{\frac {\partial ^{2}\phi }{\partial y^{2}}}+{\frac {\partial ^{2}\phi }{\partial z^{2}}}=0}
имеет своим следствием утверждение:
- или одна вторая производная потенциала {\displaystyle \phi } по какой-то из координат — {\displaystyle x,y} или {\displaystyle z} (то есть одно из трёх слагаемых в левой части) меньше нуля,
- или все три производные равны нулю.

В первом случае очевидно, что потенциал не имеет минимума в данной точке, а значит, его не имеет в этой точке и потенциальная энергия рассматриваемого заряда, то есть его равновесие неустойчиво.
Второй случай распадается на два варианта:
1. Если все три вторые производные потенциала равны нулю не только в точке, но и в её конечной окрестности (а первые производные в самой точке равны нулю по предположению равновесия), то потенциал в этой окрестности есть константа и мы имеем, очевидно, случай безразличного равновесия, то есть это не есть равновесие устойчивое. Можно показать, что для случая конечного количества точечных источников этот вариант вообще не реализуется.
2. Если все три вторые производные потенциала равны нулю только в единственной точке (т. н. точка уплощения), то можно показать, что:
- рассматриваемая точка всё равно не является точкой экстремума;
- сам этот случай не может реализоваться для любого из зарядов в качестве выбранного, например, не реализуется для крайних зарядов, для которых вторые производные потенциала всегда не равны нулю[8].

Таким образом, приведённое доказательство достаточно полно для первого случая (случая общего положения) и только намечает вопросы, возникающие в некоторых особых случаях, и ответы на них.
Проще всего ответы на эти вопросы получаются с применением подхода, опирающегося на теорему Гаусса.

## Обобщения
- Тривиальным будет замечание, что теорема верна не только для электростатики, но и для поля любых сил, описываемых как убывающие подобно закону Кулона[9] (например, для сил ньютоновской гравитации[10]).
- Теорема верна также для магнитостатики в случае фиксированных диполей и токов (в случае присутствия наведенных магнитных моментов она может нарушаться — см. пример ниже). Ключевым для доказательства здесь является теорема Гаусса для магнитного поля. В принципе доказательство для магнитостатики может быть сведено к электростатическому случаю, используя Теоремы Ампера о магнитном листке, но тогда требуется использовать электростатическую формулировку теоремы не для точечных частиц, а для протяжённых твёрдых тел (см. следующий пункт).
- Теорема верна (формулировка при этом должна быть немного модифицирована[11]) для жёстких систем точечных зарядов и фиксированно[12] заряженных твёрдых (абсолютно твёрдых) тел (непроницаемых друг для друга — в каком-то из смыслов, аналогичных обозначенным в формулировке для точечных зарядов — то есть, по крайней мере, заряженные области твёрдых тел). Идея доказательства состоит в том, чтобы рассмотреть малые поступательные смещения твёрдого тела (без поворотов). Тогда потенциальная энергия[13] жёсткой системы зарядов есть просто сумма каждого заряда, умноженного на потенциал в его окрестности, взятый каждый раз в точке, обусловленной общим смещением тела:

{\displaystyle U(\delta \mathbf {R} )=\Sigma _{i}q_{i}\phi (\mathbf {r} _{i}+\delta \mathbf {R} ),}
где {\displaystyle \delta \mathbf {R} } — вектор общего смещения тела, например, смещения его центра масс.
Поскольку потенциал {\displaystyle \phi (\mathbf {r} _{i}+\delta \mathbf {R} )} в окрестности каждой точки удовлетворяет уравнению Лапласа (подразумевается, что заряды другого тела отсутствуют в бесконечной близости к зарядом данного в силу их непроницаемости), то ему удовлетворяет и их линейная комбинация (сумма с коэффициентами), то есть, {\displaystyle U(\delta \mathbf {R} )} — также удовлетворяет уравнению Лапласа, а значит, не может иметь минимума.
- По-видимому, теорема верна и для случая упругих, в смысле закона Гука, связей зарядов.
- Теорема верна для случая наведенных дипольных моментов (в электростатике и магнитостатике) при условии положительного коэффициента поляризуемости для наведенных диполей.
- Теорема не верна для случая индуцированных внешним полем диполей с отрицательной поляризуемостью. Такой случай, по-видимому, не реализуется естественно для электрических диполей (случай искусственного управления дипольным моментом здесь не имеется в виду, он рассмотрен ниже).

Однако для наведенных магнитных диполей случай отрицательной поляризуемости встречается достаточно часто, например, для диамагнитных или сверхпроводящих тел, для которых, таким образом, обобщение теоремы Ирншоу не выполняется, то есть для них устойчивое равновесие вполне возможно (В. Браунбек, 1939).
- Достаточно очевидно, что теорема Ирншоу не применима к случаю взаимно проницаемых твёрдых тел. Например, при взаимодействии двух равномерно заряженных (зарядами одного знака, одинаковыми или разными по величине) шаров (одинакового или разного диаметра, в том числе вместо одного из шаров можно взять точечный заряд) будет иметь место устойчивое равновесие в положении, когда их центры совпадают. Правда, не очень ясна практическая ценность такой теоретической модели, как взаимно проницаемые твёрдые тела.

## Границы применимости

### Фундаментально-теоретические границы применимости теоремы
Теорема Ирншоу как таковая (и как она описана в данной статье) — чисто классическая (не квантовая) теорема. Этим определяется основная фундаментальная граница её области применимости.
Более того, хотя в некоторых частных случаях можно сформулировать некий её квантовый аналог, тем не менее и говоря вообще, и во многих конкретных ключевых и основополагающих случаях такое обобщение невозможно (если конечно не считать обобщением теорему с противоположным утверждением).
В двух словах, дело заключается в том, что в квантовом случае (то есть тогда, когда невозможно ограничиться классическим приближением), вообще говоря, нет взаимной непроницаемости (например, электрон и протон вполне могут занимать одно и то же место, проходить друг сквозь друга и даже «не замечать» друг друга при этом, за исключением электромагнитного взаимодействия. Кроме того, само понятие классической точечной частицы в квантовом случае — то есть, например, если мы рассматриваем равновесие протона с электроном, то на пространственном масштабе порядка атомного диаметра — пропадает само понятие точечной частицы.
Из всего этого следует и радикальное изменение ситуации с возможностью устойчивого равновесия заряженных частиц в квантовом случае.
В сущности, можно сказать, что атом водорода — это и есть устойчивое равновесие протона и электрона, взаимодействующих только электростатически.

### Прикладной аспект
В технике с теоремой Ирншоу связаны определённые ограничения на решение инженерной задачи устойчивого удержания (или подвеса) некоторого тела с помощью полей (электрического, магнитного, часто в комбинации с естественным полем тяжести), то есть без непосредственного соприкосновения с твёрдыми и вообще вещественными удерживающими конструкциями.
Однако эти ограничения могут быть обойдены.
Основные способы, используемые для этого, таковы:
1. Использование магнитного поля и тела с отрицательной магнитной восприимчивостью (диамагнетика) или сверхпроводника — идеального диамагнетика. В этом случае, можно достичь естественной устойчивости без применения каких-то дополнительных полей (и без затрат энергии). Достаточно правильно выбрать конфигурацию источников поля и форму диамагнитного тела.
2. Использование дополнительных непотенциальных сил. Пример интересного устройство — левитрон, использующий для левитации вращающийся волчок. В этом случае магнит в форме волчка находится в потенциальной яме, а для преодоления неустойчивости к наклону используется эффект гироскопа.
3. Использование систем автоматического регулирования удерживающего поля и/или электрическими или магнитными параметрами (зарядом, электрическим или магнитным дипольным моментом и т. п.) удерживаемого тела.

## Применение
Теорема Ирншоу исторически сыграла важную роль в теории строения атома — предположения об атоме как о системе статических зарядов были на её основании отвергнуты, и для объяснения устойчивости атома была введена планетарная модель атома. Впрочем, см. выше.
Имеет прикладное значение в технике (см. выше).